# Emma Emmerich
Emma Emmerich es un personaje ficticio de la serie de videojuegos Metal Gear. Emma es la hermanastra de Hal Emmerich (Otacon), y al igual que él ella es experta en informática.

## Biografía del Personaje
Su única aparición se realiza en Metal Gear Solid 2: Sons of Liberty donde trabaja como ingeniera en el Arsenal Gear.
Durante el incidente de Big Shell Emma queda atrapada en uno de los pisos inferiores de Big Shell 2, que queda completamente inundado. Es rescatada por Raiden y llevada de vuelta a Big Shell 1, donde la necesitaban Otacon y Solid Snake para destruir Arsenal Gear. Sin embargo en el camino mientras la escoltaban Raiden y Solid Snake ésta es atacada por Vamp. Emma llega con vida para destruir el Arsenal Gear, pero acaba muriendo por la herida que le causó Vamp.
También es mencionada varias veces en Metal Gear Solid 4. 
- Datos: Q7879782